# Scheurleer
Scheurleer (ook: Lunsingh Scheurleer) is een Haags geslacht, oorspronkelijk afkomstig uit Schoonhoven.
De genealogie begint met Hendrik Bastiaensz., schoenmaker te Schoonhoven, die in 1604 trouwt met Annichje Gerritsdr.
De familie bracht onder meer boekverkopers voort, uitgevers van prenten, hoogleraren, een notaris en bankiers. In 1804 werd in Den Haag het bankiershuis Scheurleer & Zoonen opgericht door Willem Scheurleer (1774-1858).
In 1944 werd de genealogie van de familie opgenomen in het genealogische naslagwerk Nederland's Patriciaat; heropname daarin volgde in 2002.

## Bekende telgen
- Floris Scheurleer (1692-1755), meester-zwaardveger
  - Hendrik Scheurleer (1724-1768), boekhandelaar en uitgever
    - Floris Scheurleer (1756-1796)
      - Johannes Scheurleer (1783-1857)
        - Jacobus Scheurleer (1818-1885), commissionair in effecten, lid firma Scheurleer & Zonen.
          - Johannes Barend Scheurleer (1844-1912), lid firma Scheurleer & Zonen
          - Barend Scheurleer (1846-1895), commissionair in effecten, lid firma Scheurleer & Zonen

  - Floris Scheurleer (1729-1812)
    - Willem Scheurleer (1774-1858), notaris 1795-1820 en oprichter bankiersfirma Scheurleer & Zoonen
      - Floris Joannes Scheurleer (1799-1827), lid firma Scheurleer & Zonen
        - Floris Johannes Willem Jacobus Scheurleer (1827-1905)
          - Johannes Henricus Jacobus Scheurleer (1863-1931)
            - Floris Johannes Willem Jacobus Scheurleer (1896-1952)
              - Frans Alle Floris Scheurleer (1923-1986), directeur Rotterdams Havenbedrijf (1976-1980) en directeur Fenedex

      - Gerard Jacobus Scheurleer (1801-1871), lid firma Scheurleer & Zonen en raad van Den Haag, kunstschilder en lithograaf
        - Willem Jacobus Gerard Scheurleer (1825-1882), lid firma Scheurleer & Zonen en lid provinciale staten van Zuid-Holland
          - Gerard Jacobus Scheurleer (1854-1890), lid firma Scheurleer & Zonen
            - Gerard Scheurleer (1886-1948), tennisser en sportjournalist

          - dr. Daniël François Scheurleer (1855-1927), lid Scheurleer & Zonen en musicoloog
            - prof. dr. Constant Willem Lunsingh Scheurleer (1881-1941), lid firma Scheurleer & Zonen en buitengewoon hoogleraar Griekse archeologie te Leiden
              - Daniël François (Daan) Lunsingh Scheurleer (1908-1999), directeur Rijksverspreide collecties
              - prof. Theodoor Herman (Theo) Lunsingh Scheurleer (1911-2002), hoogleraar kunstgeschiedenis te Leiden
                - dr. Robert Alexander Lunsingh Scheurleer (1944), conservator en directeur Allard Pierson Museum (1975-2009)

        - Jacoba Gerarda Wilhelmina Maria Scheurleer (1830-1917); trouwde in 1867 met Pieter Marinus Netscher (1824-1903), luitenant-gereraal der infanterie, adjudant van de gouverneur van Suriname, later van de commandant van het O.-I. Leger, lid van de familie Netscher

Geslachten die opgenomen zijn in het sinds 1910 verschijnende genealogische naslagwerk Nederland's Patriciaat. Lijst volgens opgave van het CBG Centrum voor familiegeschiedenis.
A · B · C · D · E · F · G · H · I · J · K · L · M · N · O · P · Q · R · S · T · U · V · W · Y · Z